# Синекрылый тонкоклювый попугай
Синекрылый тонкоклювый попугай (лат. Brotogeris cyanoptera) — вид птиц из семейства попугаевых. Выделяют три подвида.

## Распространение
Обитают на востоке Анд, в западной части Амазонии на территории Венесуэлы, Колумбии, Эквадора, Перу и Боливии, а также Бразилии. Живут в лесах.

## Описание
Длина тела 18-20 см, вес 67 г. В целом окрашены в зелёный цвет, на верхней стороне тела его оттенок темнее. Лоб желтоватый, корона и задняя поверхность шеи голубые. Вокруг глаза беловатое кольцо, «подбородок» оранжевый. Летные перья синие, хвост зелёный с синей серединой.